# Wells Fargo
A Wells Fargo é uma companhia de capital aberto nos Estados Unidos que presta serviços financeiros. A sua rede de subsidiárias ligadas ao crédito pessoal estende-se ao Canadá, às Marianas Setentrionais e às Caraíbas.
A Wells Fargo nasceu da aquisição da Wells, Fargo & Co. pela Norwest Corporation em 1998. A 30 de setembro de 2005 a companhia tinha 6,250 balcões, 23 milhões clientes e 130,000 colaboradores.

## História
Em 1850 Henry Wells e William Fargo estabeleceram a Wells Fargo Companhia de Diligências em São Francisco. Os dois homens compraram as carroças da Concord, construídas pela companhia Abbott-Tragando em New Hampshire. As carroças variavam no tamanho e poderiam conduzir seis, nove ou doze passageiros. As carroças maiores poderiam carregar até 12 homens no telhado. As carroças eram puxadas por quatro ou por seis cavalos. Ao lado do cocheiro, na parte dianteira, sentava um protetor armado.
As carroças tinham os compartimentos de couro do armazenamento (carregadores) na parte dianteira e na parte traseira da carroça. O compartimento sob o assento do cocheiro carregava geralmente a caixa forte onde os passageiros mantinham seu dinheiro e artigos de valor. O carregador maior na parte traseira carregava o correio e os sacos dos passageiros
Estas diligências foram paradas e roubadas várias vezes pelos fora-da-lei. O mais conhecido deles era Charles Bolton (Black Bart) que durante o período de mais ou menos seis anos roubou mais de 30 carroças. Outros envolvidos em roubos das diligências incluíam Jessie James, James Frank, Cole Younger, Bob Younger e James Younger.
Em 1880 a Wells Fargo Companhia de Diligências teve 573 escritórios e agentes. Era a companhia a mais poderosa de Diligências do oeste americano. Entretanto, começou a investir em companhias da estrada de ferro e em 1888 a Wells Fargo estabeleceu o primeiro transcontinental expresso através de trilhos.
Em 2019 a companhia anunciou que testará sua própria moeda digital baseada na tecnologia de blockchain. A criptomoeda intitulada "Wells Fargo Digital Cash" será vinculada ao dólar.